# George Murray Hulbert

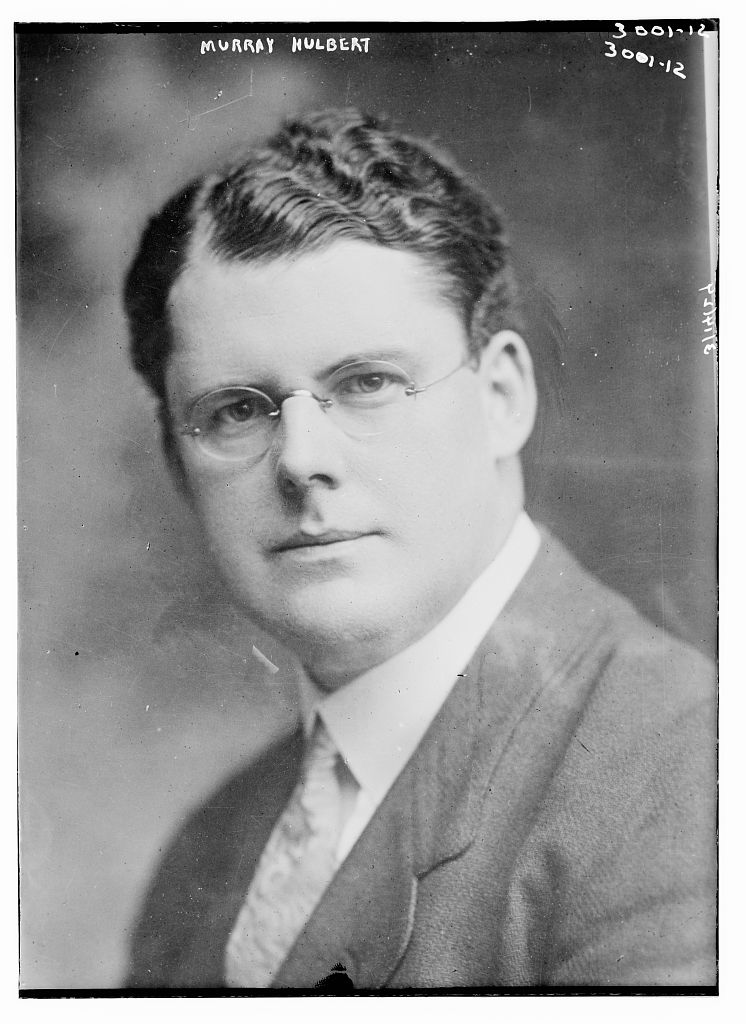
George Murray Hulbert (um 1914)

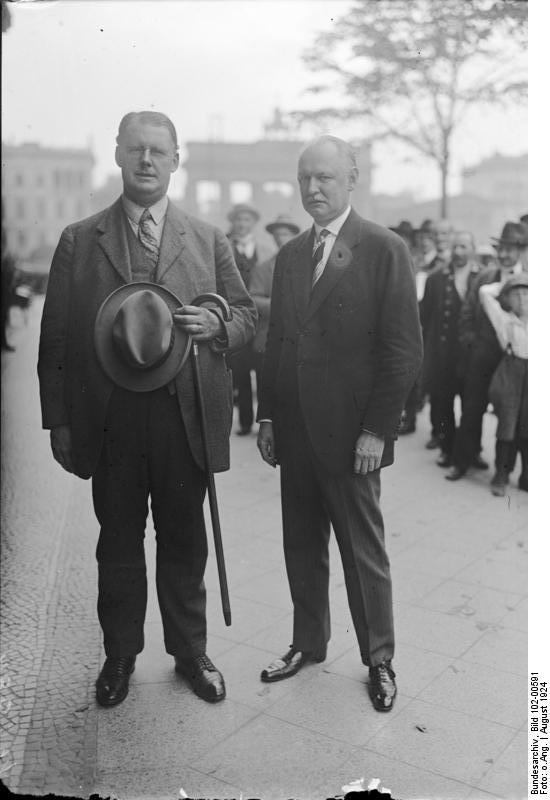
Vizebürgermeister von New York Hulbert in Berlin mit Louis Adlon (1924)

George Murray Hulbert (* 14. Mai 1881 in Rochester, New York; † 26. April 1950 in Bayport, New York, manchmal auch Murray Hulbert) war ein US-amerikanischer Jurist und Politiker und Abgeordneter im Repräsentantenhaus der Vereinigten Staaten für den Bundesstaat New York. Später wurde er Bundesrichter.

## Biographie
Hulbert wurde am 14. Mai 1881 in Rochester geboren, wuchs jedoch in Waterloo auf, wo er auch zur Schule ging. Seinen Abschluss machte er an der New York Law School. 1902 wurde er als Anwalt zugelassen und praktizierte dann in New York City.
Als Abgeordneter für die Demokratische Partei wurde er im Herbst 1914 in den 64. Kongress der Vereinigten Staaten und zwei Jahre später in den 65. Kongress der Vereinigten Staaten gewählt, sodass er vom 4. März 1915 bis zum 1. Januar 1918 dem Repräsentantenhaus der Vereinigten Staaten angehörte. Seine parlamentarische Laufbahn gab er auf, um das Amt des Commissioner of Docks und Direktors des Hafens von New York City zu übernehmen.
Im November 1921 wurde er in das Board of Aldermen der Stadt gewählt und vertrat Bürgermeister John Francis Hylan während dessen langer Krankheit. Nach dem Ende seiner politischen Laufbahn wurde Hulbert Präsident der Boston, Cape Cod & New York Canal Company und arbeitete erneut als Anwalt, bis er im Juni 1934 von Präsident Franklin D. Roosevelt zum Bezirksrichter am United States District Court for the Southern District of New York ernannt wurde. Diese Funktion übte Hulbert bis zu seinem Tod in Bayport auf Long Island am 26. April 1950 aus.
Hulbert wurde auf dem Gate of Heaven Cemetery in Hawthorne, New York bestattet.